# Joe Bowker
Thomas Mahon era o nome real de Joe Bowker (Salford, 12 de junho 1881 - Londres, 22 de outubro de 1955), um pugilista britânico que manteve o título de campeão mundial dos pesos-galos entre 1904 e 1905.

## Biografia
Bowker começou sua carreira de pugilista profissional em 1900, após ter vencido um torneio amador de boxe. Tendo sofrido apenas uma derrota, nos seus dois primeiros anos de carreira, Bowker então resolveu encarar o campeão britânico dos pesos-galos Harry Ware.
Realizada em fins de 1902, essa luta entre Bowker e Ware terminou com a vitória do desafiante Bowker, que assim havia acabado de se tornar em o novo campeão britânico dos pesos-galos. Uma vez detentor desse título, Bowker defendeu o seu posto de campeão britânico em quatro ocasiões, antes de resolver tentar disputar o título mundial.
Lutando contra o campeão mundial Frankie Neil, em meados de 1904, Bowker duelou por vinte rounds com o campeão, ao término dos quais foi anunciada a vitória de Bowker, que então tinha conseguido conquistar o título mundial dos pesos-galos.
Depois de ter chegado ao topo de sua categoria, Bowker esboçou pela primeira vez que pretendia subir de peso, quando logo nos primeiros meses de 1905 fez uma luta contra Pedlar Palmer, que foi anunciada como sendo válida pelo vacante título de campeão britânico dos pesos-penas. Bowker venceu o combate, mas não reclamou o título para si, preferindo defender seu título mundial dos galos, em um combate contra Pinkey Evans, que aconteceu dois meses após essa sua vitória sobre Palmer.
Conseguindo manter seu título contra Evans, em uma vitória obtida nos pontos, Bowker logo em seguida resolveu anunciar que subiria de fato para a categoria dos pesos-penas, abdicando de vez seu título mundial dos galos. Assim sendo, já em fins de 1905, Bowker venceu o confronto contra Frank Spike Robson, de modo a conquistar o título de campeão britânico dos pesos-penas.
No entanto, logo no princípio do ano seguinte, Bowker teve seu título de campeão britâmico dos penas tomado pelo legendário Jim Driscoll. Posteriormente, Bowker ainda lutou uma revanche contra Driscoll, porém, uma vez mais acabou sendo derrotado pelo lutador galês.
Atravessando um momento delicado na carreira, pouco depois dos seus dois insucessos diante de Driscoll, entre 1908 e 1909, Bowker sofreu três derrotas consecutivas, que fizeram-o reconsiderar seu retorno para a categoria dos pesos-galos.
Desta forma, em princípios de 1910, Bowker subiu ao ringue contra o francês Jean Audouy, naquele que foi o combate inaugural do título europeu dos pesos-galos. Nocauteando Audouy, no decorrer do oitavo assalto, Bowker havia se tornado primeiro campeão europeu dos pesos-galos. Sete meses mais tarde, porém, Bowker acabou perdendo esse título para o seu compatriota George Stanley.
Mesmo já em final de carreira, Bowker ainda seguiu mostrando ser um pugilista bastante eficaz, tendo vencido dez, das suas onze últimas lutas realizadas. Bowker faleceu em 1955.